# Hội quán Tuệ Thành

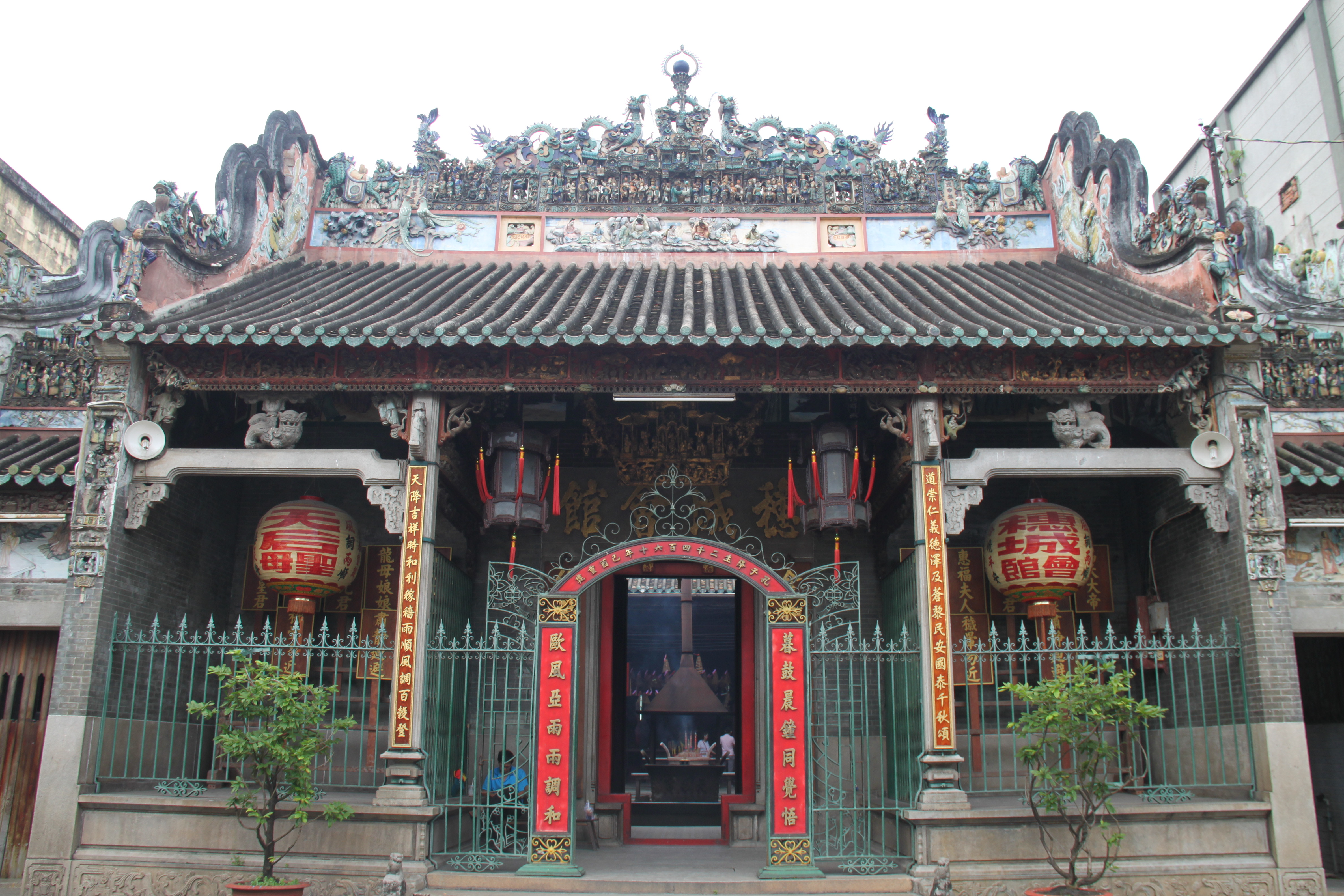
Hội quán Tuệ Thành vào năm 2013

Hội quán Tuệ Thành (chữ Hán: 穗城會館), thường được gọi là Miếu Thiên Hậu hay Chùa Bà Chợ Lớn, là một cơ sở tín ngưỡng thờ Thiên Hậu Thánh mẫu tọa lạc tại số 710 đường Nguyễn Trãi, Quận 5, Thành phố Hồ Chí Minh.
Đây là một trong những nơi thờ tự cổ nhất của người Hoa đã gây dựng trên đất Đề Ngạn xưa.

## Lịch sử

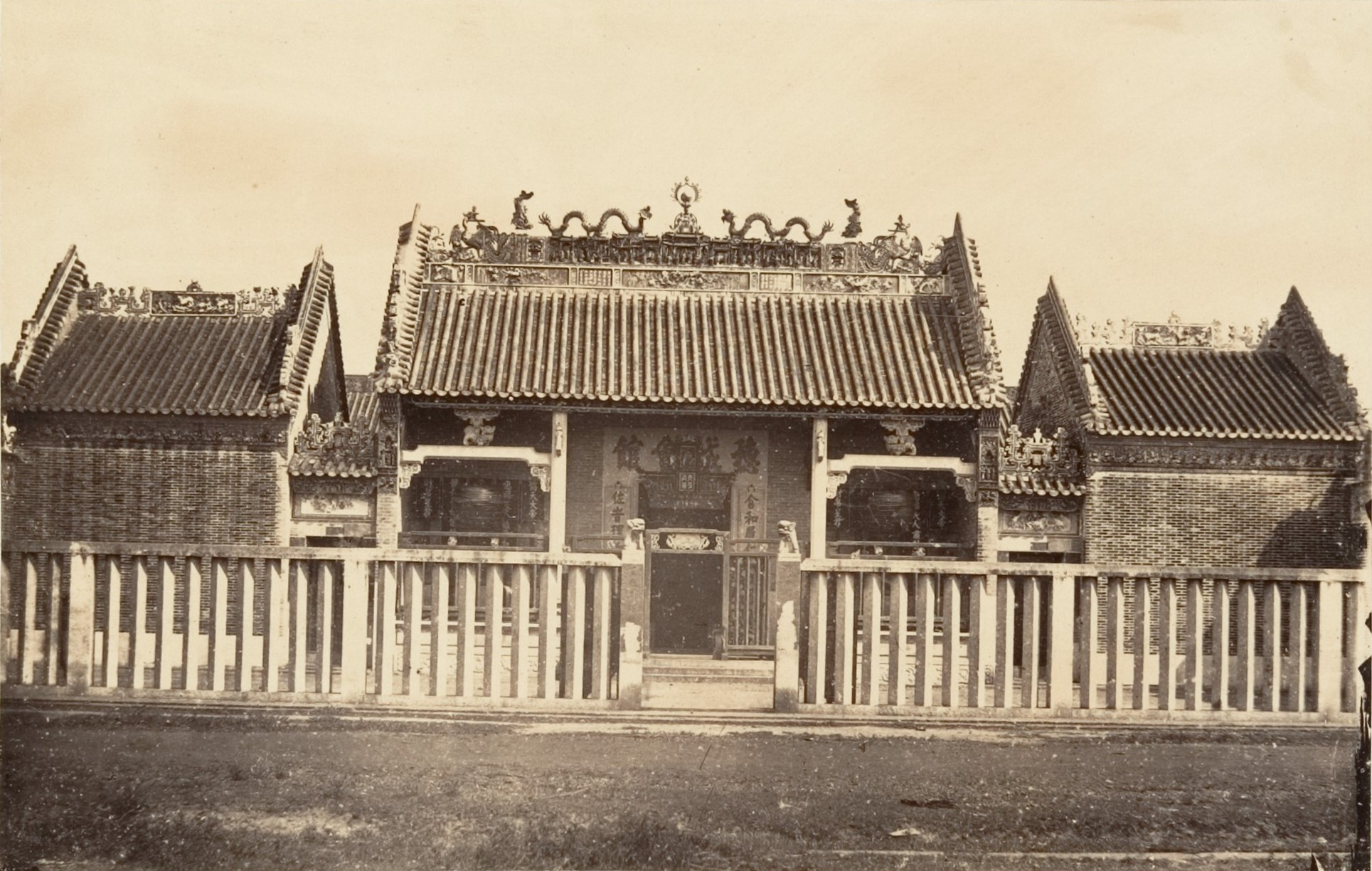
Chùa Bà Thiên Hậu vào năm 1866

Hội quán Tuệ Thành được nhóm người Hoa gốc Tuệ Thành (tức Quảng Châu thuộc tỉnh Quảng Đông) di dân sang Việt Nam góp vốn và góp công xây dựng và được trùng tu nhiều lần. Do quá lâu đời và không có tài liệu cụ thể nên không biết chính xác hội quán được xây dựng vào năm nào, tuy nhiên có vài ý kiến cho rằng hội quán xây dựng vào năm 1760. Tại Hội quán còn lưu giữ một đại hồng chung, đề "Đạo Quang năm thứ 10" tức làm vào năm 1830. Một bộ lư Pháp lam (cloisonne) vĩ đại, cũng đề một niên hiệu ấy.
Hội quán nằm trong khu trung tâm của những người Hoa đầu tiên đến tạo lập nên Chợ Lớn sau này. Trong Gia Định thành thông chí soạn khoảng năm 1820, tác giả Trịnh Hoài Đức đã có nhắc đến hội quán này:
Đầu phía bắc đường lớn của bổn phố có miếu Quan Đế và 3 hội quán: Phúc Châu, Quảng Đông, và Triều Châu chia đứng hai bên tả hữu; phía tây ở giữa đường lớn có miếu Thiên Hậu, gần phía tây có hội quán Ôn Lăng, đầu phía nam đường phố lớn về phía tây có hội quán Chương Châu.

## Sự tích Bà Thiên Hậu

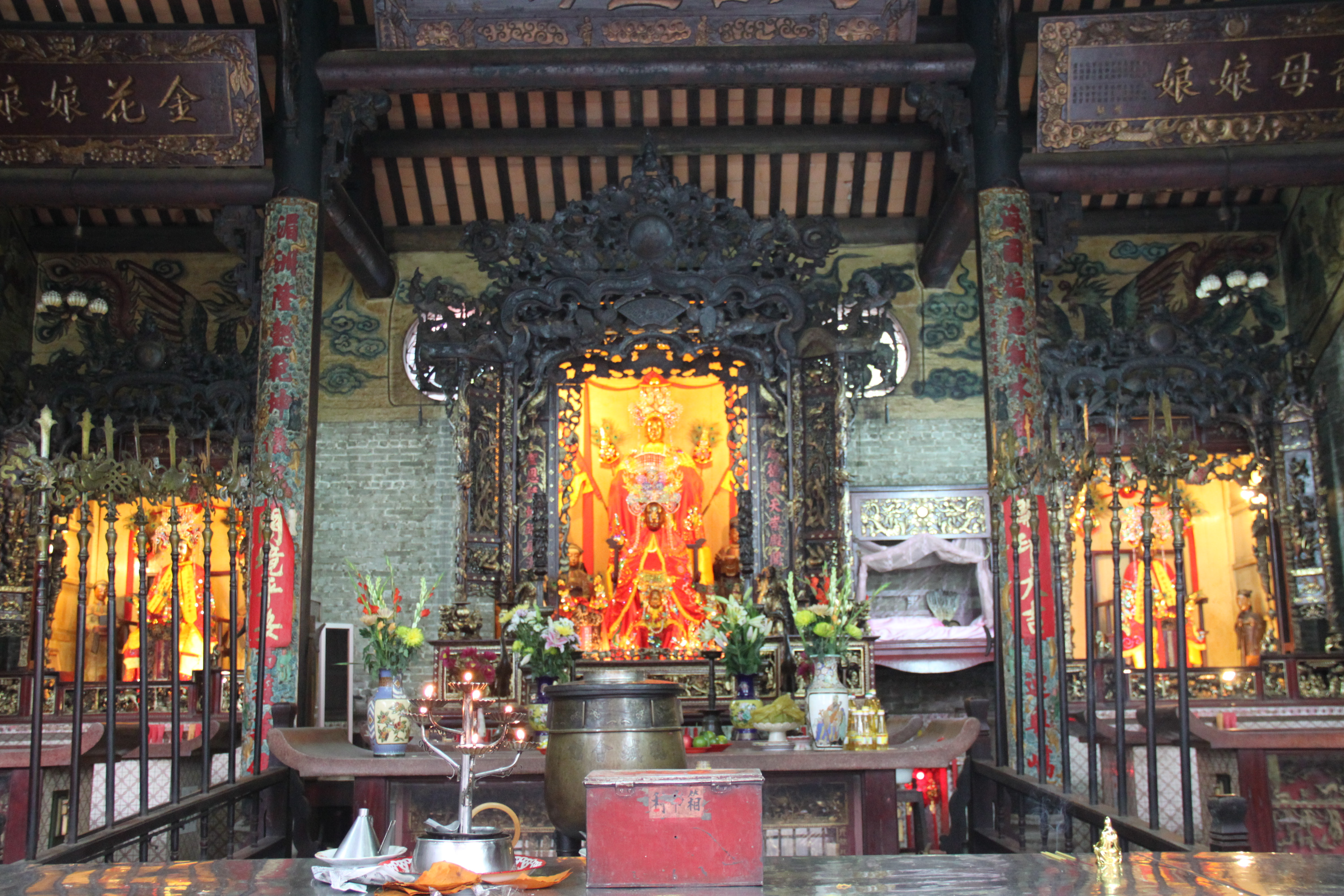
Gian thờ Bà Thiên Hậu tại chính điện

Theo học giả Vương Hồng Sển thì Thiên Hậu Thánh mẫu (vị thần được thờ chính trong chùa) có tên là Lâm Mặc Nương, người đảo Mi Châu, thuộc Bồ Dương (Phước Kiến). Bà sinh ngày 23 tháng 3 năm Giáp Thân (1044), đời vua Tống Nhân Tông. Sau đó, 8 tuổi bà biết đọc, 11 tuổi bà tu theo Đạo giáo. 13 tuổi, bà thọ lãnh thiên thơ: thần Võ Y xuống cho một bộ "Nguyên vị bí quyết" và bà tìm được dưới giếng lạn một xấp cổ thư khác, rồi coi theo đó mà luyện tập đắc đạo.
Một lần, cha bà tên Lâm Tích Khánh ngồi thuyền cùng 2 con trai (2 anh của bà), chở muối đến tỉnh Giang Tây để buôn, giữa đường thuyền lâm bão lớn... Lúc đó bà đang ngồi dệt vải cạnh mẹ nhưng xuất thần để đi cứu cha và 2 anh. Bà dùng răng cắn được chéo áo của cha, 2 tay nắm 2 anh, giữa lúc đó mẹ kêu gọi bà, buộc bà phải trả lời, bà vừa hở môi trả lời thì sóng cuốn cha đi mất dạng, chỉ cứu được 2 anh. Từ đó mỗi khi thuyền bè ngoài biển bị nạn người ta đều gọi vái đến bà. Năm Canh Dần (1110) nhà Tống sắc phong cho bà là "Thiên Hậu Thánh Mẫu" 

## Kiến trúc
Chùa xây theo hình ấn, là kiểu kiến trúc đặc trưng của người Hoa, đây là tổ hợp 4 ngôi nhà liên kết nhau tạo thành mặt bằng giống hình chữ "khẩu" hoặc chữ "quốc". Ba dãy nhà ở giữa tạo thành tiền điện, trung điện và hậu điện. Giữa các dãy nhà này có một khoảng trống gọi là thiên tỉnh (giếng trời), giúp không gian chùa thoáng đãng, đủ ánh sáng cho hậu cung và có chỗ thoát khói hương.
Trang trí ở các điện là hình hoa lá, chim thú và hoành phi, câu đối, biển tự thường là màu đỏ, vàng tạo sự ấm áp, tin tưởng. Chùa còn có các bức tranh đắp nổi liên hoàn, các con vật thuộc "tứ linh".
Chùa có gắn các tượng tròn, phù điêu bằng gốm dày đặc từ trên nóc chùa, mái, hiên chùa cho đến các bàn thờ, vách tường... do 2 lò gốm Bửu Nguyên và Đồng Hòa sản xuất vào năm 1908.

## Thờ tự

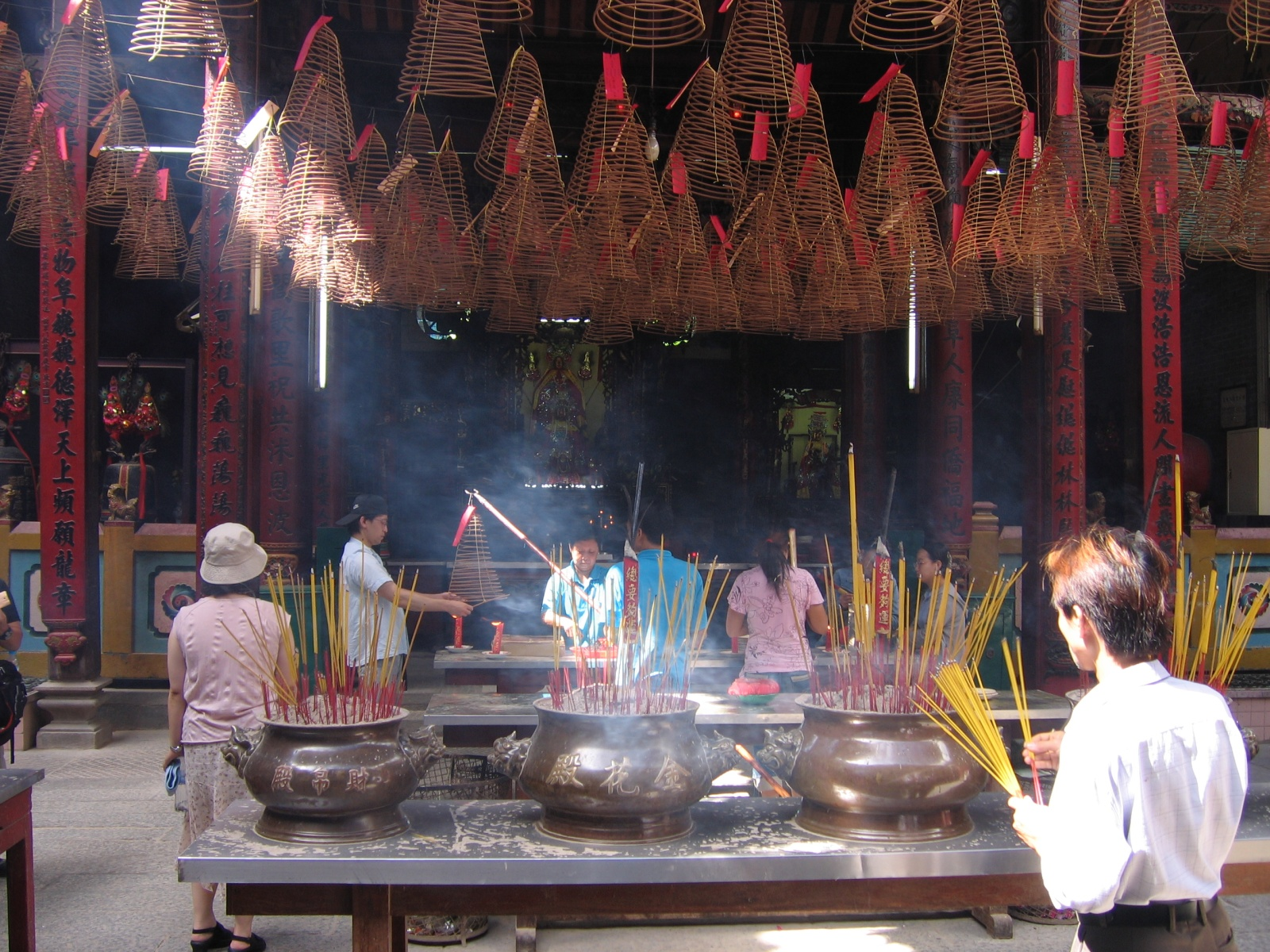
Cúng bái.

Tiền điện là 2 tran thờ 2 bên: Phúc Đức Chánh thần (phải) và Môn Quan Vương Tả (trái). Tại đây có bia đá ghi truyền thuyết về Thiên Hậu Thánh Mẫu và các bức tranh lớn vẽ cảnh bà đang hiển linh trên sóng nước.
Trung điện đặt bộ lư có 5 món (ngũ sự) đúc năm Quang Tự thứ 12 (1886).
Chính điện, được gọi là Thiên hậu Cung, gian giữa thờ Bà Thiên Hậu, 2 bên thờ bà Kim Hoa Nương Nương (phía phải) và Long Mẫu Nương Nương (phía trái).
Được biết pho tượng Bà Thiên Hậu tạc từ 1 khối gỗ nguyên cao 1m, có từ khá lâu, trước khi xây chùa, vốn được thờ ở Biên Hòa và đến năm 1836 mới di chuyển về đây. 2 pho tượng còn lại bằng cốt giấy sơn màu. Các pho tượng đều được khoác áo thêu lộng lẫy. Gian phụ nằm 2 bên chính điện thờ Quan Vũ, Địa Tạng, Thần Tài.

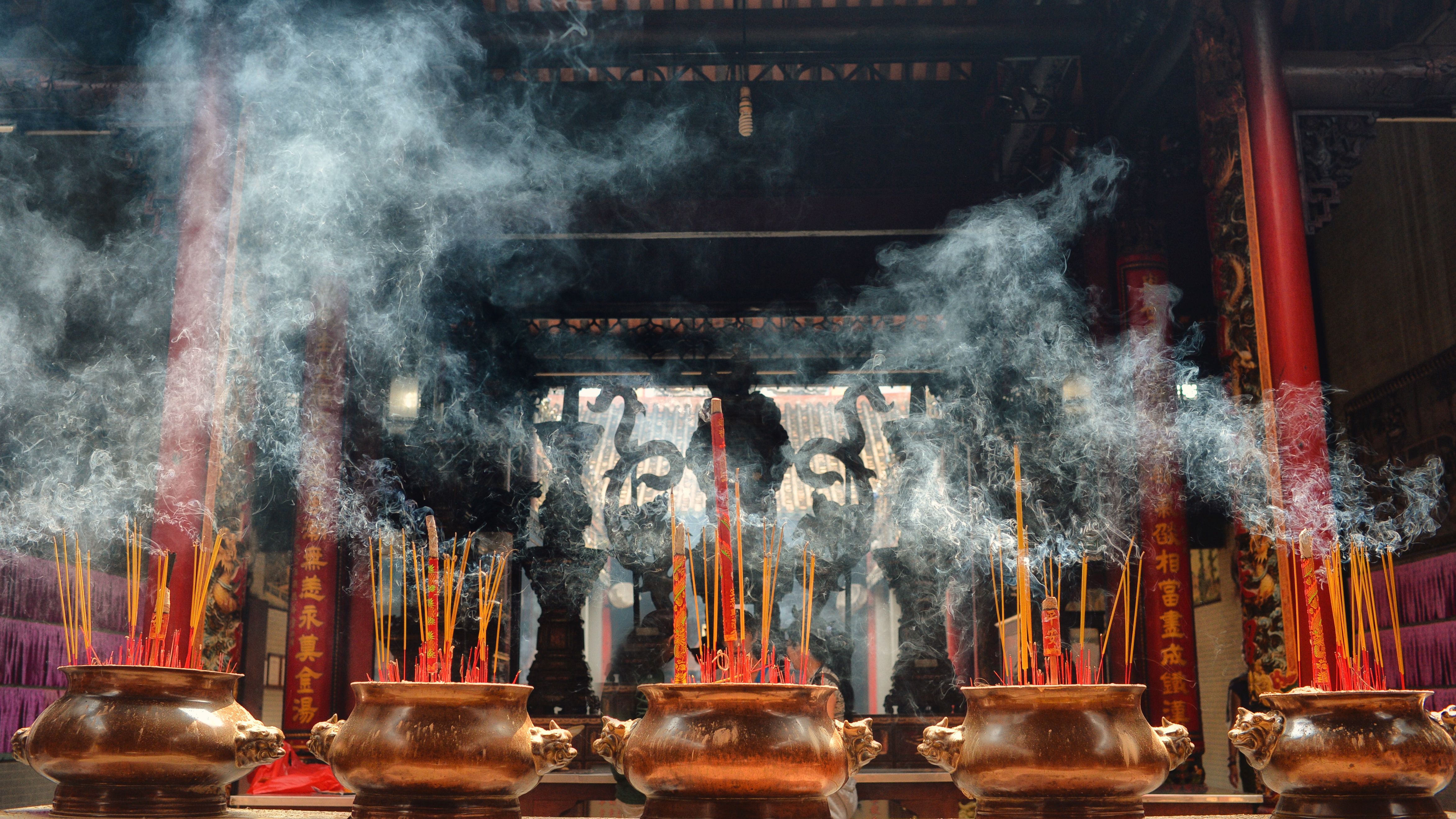
Bàn thờ cúng.

Chùa Bà Chợ Lớn hàng ngày vẫn đón tiếp những người đến cúng lễ khá đông. Nhưng đông hơn là vào các ngày mùng 1 và rằm hàng tháng, các ngày lễ Tết trong năm của người Hoa như Tết Nguyên Đán, Tết Nguyên tiêu, Tết Đoan ngọ... Đặc biệt, ngày 28 Tết, chùa tiến hành lễ cúng Bà và Lễ khai ấn, cầu mong Bà phò trợ cho "Hộ quốc an dân" và "Hợp cảnh bình an". Riêng ngày vía Bà (23 tháng 3 [âm lịch]) được xem là ngày hội chính của chùa.
Vào ngày này, bà con người Hoa, người Việt đến cúng lễ rất đông. Ngay từ đêm hôm trước tại chùa đã cử hành Lễ tắm Bà. Sáng ngày 23, mọi người lại tổ chức Lễ rước Bà: Tượng Bà được đặt vào kiệu do các thanh niên nam nữ ăn mặc đẹp đẽ diễu qua các đường phố quanh chùa. Theo sau kiệu có thuyền rồng, các tấm bảng đỏ ghi tên các vị thần được thờ phụng trong chùa, các đội múa gồm: múa lân, múa sư tử, múa rồng, các đội nhạc dân tộc vừa biểu diễn vừa múa hát, tạo nên một quang cảnh náo nhiệt trong các khu phố đông đảo người Hoa...

## Cổ vật quý

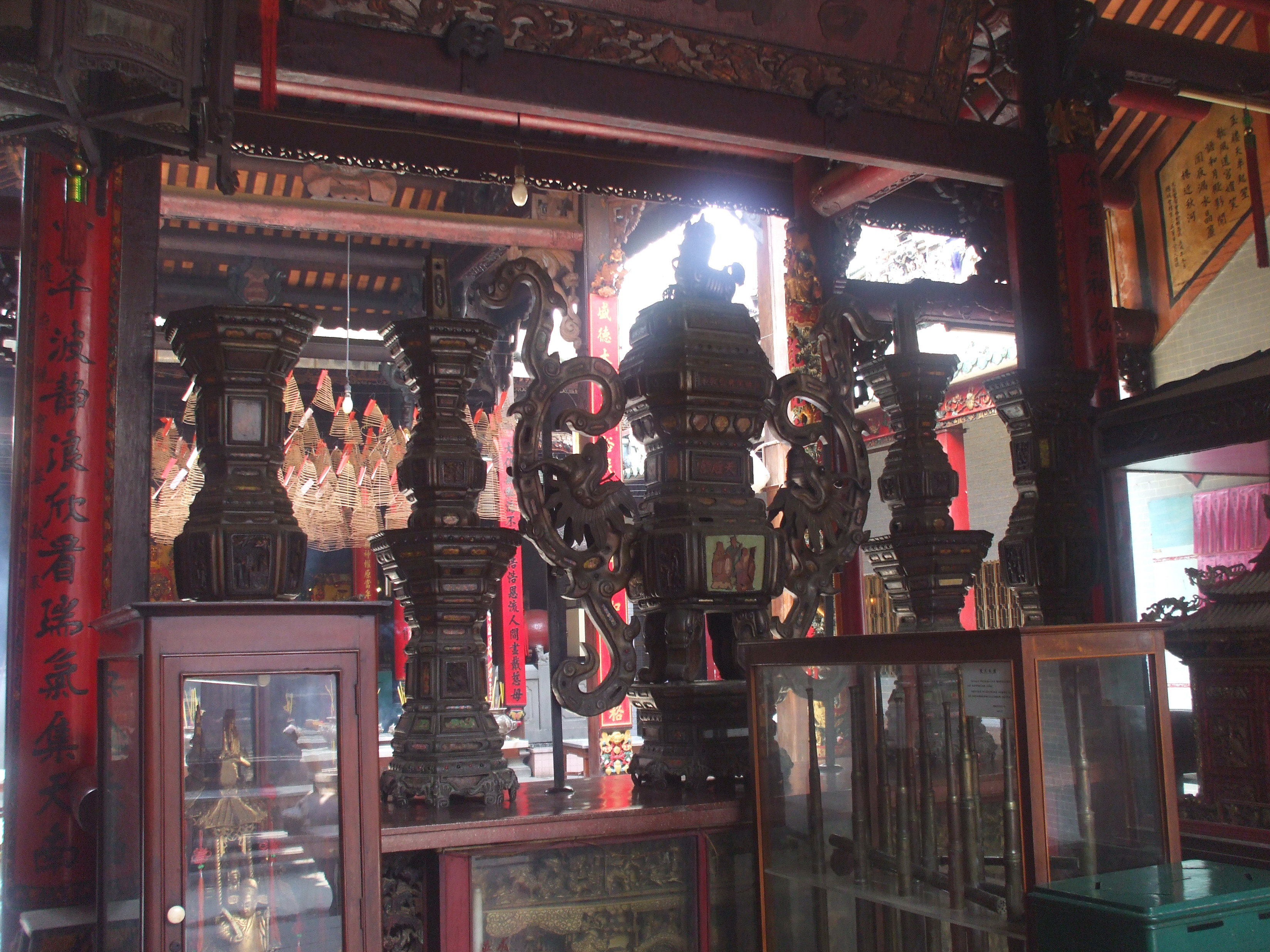
Bộ lư lớn niên hiệu Quang Tự thứ 12 (1886)

Chính điện chùa còn 2 đại đồng chung niên hiệu Càn Long năm thứ 60 (1796) và Đạo Quang năm thứ 10 (1830). Trung điện có bộ lư phát lam lớn niên hiệu Quang Tự thứ 12 (1886). Trong tủ kính lớn ở chính điện là tượng Bát Tiên và tướng lĩnh của D'Ariès vào năm 1860 cấm các binh sĩ Phú Lang Sa và Y Pha Nho phá phách. 2 bên bộ lư là kiệu sơn son thiếp vàng, bằng gỗ tốt, dành rước Bà vào ngày vía Bà với chiếc thuyền rồng chạm hình nhân, rước theo cùng với kiệu Bà.
Ngoài ra, chùa còn khoảng 400 đồ cổ, trong đó có 7 pho tượng thần, 6 tượng đá, 9 bia đá, 2 chuông nhỏ, 4 lư hương đồng, 1 lư hương đá, 10 bức hoành phi, 23 câu đối và 41 tranh nổi... Tất cả những cổ vật này đều được chế tác rất công phu, tỉ mỉ với những đường nét tinh tế.

## Giá trị
Chùa Bà Thiên Hậu là một trong những ngôi chùa miếu có lịch sử lâu đời nhất của người Hoa ở Thành phố Hồ Chí Minh. Bên cạnh giá trị về nghệ thuật kiến trúc, điêu khắc, hiện vật cổ, nơi đây còn có một giá trị khác: đó không chỉ là nơi đáp ứng nhu cầu tín ngưỡng mà còn là nơi qui tụ và tương trợ lẫn nhau của bà con người Quảng Đông.
Sự tích Bà Thiên Hậu, qua người kể đôi khi có ít nhiều dị biệt nhưng chủ yếu vẫn là đề cao một người phụ nữ Hoa có lòng hiếu thảo, đức hạnh, dám xả thân vì mọi người... Sự đề cao này nhằm mục đích giáo dục.
Mặt khác trên bước đường nguy nan, nhiều sóng gió  khi sang vùng đất mới để mưu sinh, người Hoa tin tưởng sự hiển linh của bà sẽ giúp họ vượt qua được mọi trở ngại và được an cư lạc nghiệp. Để tỏ lòng biết ơn sâu xa đối với sự phù trợ của Bà, Chùa Bà Thiên Hậu có vị trí quan trọng đối với người Hoa và cả người Việt.
Chùa Bà được công nhận là di tích kiến trúc nghệ thuật cấp Quốc gia ngày 7 tháng 1 năm 1993.

## Thông tin thêm
Các cơ sở hoạt động từ thiện xã hội của Hội quán Tuệ Thành là Trường THCS Mạch Kiếm Hùng và bệnh viện Nguyễn Tri Phương. Chùa cũng là nơi dung chứa ông Mạch Kiếm Hùng, một chiến sĩ cách mạng.
Bên cạnh Hội quán Tuệ Thành, ở Thành phố Hồ Chí Minh có ít nhất 6 nơi khác cũng thờ bà Thiên Hậu: Miếu Thiên Hậu Thánh mẫu (284 Nguyễn Thị Minh Khai, Quận 3), Quảng Triệu hội quán (156 Võ Văn Kiệt, quận 1), Quỳnh Phủ hội quán (276 Trần Hưng Đạo, quận 5), Tam Sơn hội quán (116 Triệu Quang Phục, quận 5), Hà Chương hội quán (802 Nguyễn Trãi, quận 5), Quần Tân hội quán (2 Lý Thường Kiệt, quận Gò Vấp).